# Río Kumá
El río Kumá (en Ruso: Кумá) es un largo río localizado en la parte meridional de la Rusia europea que desagua en el mar Caspio. Su longitud total es de 802 km y su cuenca drena una superficie de 33 500 km² (similar a Moldavia y mayor que Bélgica). El nombre del río procede del túrquico kum que significa arena del cual asimismo proceden los nombres de los cumanos y de los cumucos. 
Administrativamente, el río discurre por las repúblicas de Karacháyevo-Cherkesia, Daguestán y Kalmukia y por el Krai de Stávropol de la Federación de Rusia.

## Geografía
El río Kumá se origina en el norte del Cáucaso, en la cadena de montañas Skalisty (Скалистый хребет), en la república de Karacháyevo-Cherkesia, a unos kilómetros al noroeste de la localidad de Karacháyevsk (22 113 hab. en 2002), y a poca distancia de las fuentes de otro gran río, el río Kubán. El Kumá discurre en la primera parte por la vertiente septentrional de la cadena, en un profundo valle en dirección Nororiental y entra muy pronto en el Krai de Stávropol, por su parte meridional, para atravesar, a lo largo de la parte suroeste, la meseta de Stávropol. Pasa frente a la importante ciudad de Minerálnye Vody (75 644 hab.), y sigue por Zelenokumsk (40 340 hab.) y Budiónnovsk (65 687 hab.). Pasada esta ciudad el Kumá entra en la depresión del Caspio, una árida estepa muy caliente en verano y muy poco poblada, encaminándose en dirección este. Tras atravesar Neftekumsk (27 395 hab.) el río ya no atraviesa ningún centro urbano importante hasta la desembocadura. En la parte final, el río constituye la frontera natural entre la república de Daguestán, al Sur, y la república de Kalmukia, al Norte. Desemboca en el mar Caspio, en el golfo de Kizlyar, no lejos de Artezián. 
Los principales afluentes son, por la derecha, el río Podkúmok (160 km de longitud y una cuenca de 2220 km²) y el río Mokry Karamyk, por la izquierda. 
El Kumá se congela, en promedio, desde finales de noviembre-principios de diciembre hasta principios de marzo. En la primavera es la época de crecidas, con el mayor caudal, que disminuye mucho en verano, por el clima seco. El río nunca lleva mucha agua, con un caudal medio en su curso medio de poco más de 10 m³/s. 
El Kumá, en su curso inferior, atraviesa una zona rica en reservas de petróleo, y para su explotación fue construida, en 1961, a poca distancia del río, la ciudad de Neftekumsk.

## Canales
Debido a la sequedad del territorio por el que discurre en su curso bajo, se realizaron obras importantes para enlazarlo con otros ríos de la región: el canal Térek-Kumá conecta con la cuenca del río Térek, mientras que el canal de Kumá-Mánych lo hace con el río Mánych, y a su través, con la cuenca del río Don, insertándolo en el sistema unificado de vías navegables europeas de Rusia. La región entre los ríos Kumá y Mánych, donde fue excavado el canal, ha sido tradicionalmente considerada como uno de los límites físicos de Europa.
El canal Kumá-Mánych comienza cerca de la aldea de Novokumski, entre Budiónnovsk y Neftekumsk, en un pequeño embalse sobre el río Kumá (44°48′10″N 44°39′40″E / 44.80278, 44.66111) en el que el canal Térek-Kumá (Терско-Кумский канал), terminado en 1958, lleva agua desde el río Térek, desde el sur. A partir de ahí, el canal Kumá-Mánych lleva primero el agua aproximadamente en dirección Noreste y, a continuación, hacia el Noroeste, hasta terminar en la orilla sur del embalse Chográy, en el río Mánych Oriental (en Google Maps aparece una pequeña península, formada por los depósitos aluviales en el punto final del canal (45°27′50″N 44°37′33″E / 45.46389, 44.62583).
Si los planes para el proyecto del Canal Eurasia, que unirá el mar Caspio con el mar Negro, se realizan, está previsto que siga el valle del Kumá en su tramo oriental.